# Józef Retik
Józef Retik (ur. 28 września 1927) – polski aktor teatralny i filmowy żydowskiego pochodzenia.
W latach 1952–1968 aktor Teatru Żydowskiego w Łodzi, Dolnośląskiego Teatru Żydowskiego we Wrocławiu i następnie Teatru Żydowskiego w Warszawie.
W 1968 po antysemickiej nagonce, będącej następstwem wydarzeń marcowych, wyemigrował z Polski.

## Kariera
| Aktor teatralny Teatr Żydowski w Łodzi - 1952: Glikl Hameln żąda Dolnośląski Teatr Żydowski we Wrocławiu - 1953: Meir Ezofowicz - 1954: Pajęczyna - 1955: Młyn | Teatr Żydowski w Warszawie - 1956: Tewje Mleczarz - 1957: Matka Courage i jej dzieci - 1957: Dybuk - 1958: Opera Żyda - 1958: Kune-Lemł - 1958: Sender Blank - 1959: Trudno być Żydem - 1960: Trzynaście beczek dukatów - 1961: Samotny statek - 1962: Pieśń ujdzie cało - 1962: Joszke Muzykant - 1962: Bar-Kochba - 1964: Wielka wygrana - 1965: Urodziłem się w Odessie - 1966: Swaty - 1966: Sure Szejndł - 1967: Matka Courage i jej dzieci | Aktor filmowy - 1968: Wniebowstąpienie - 1968: Lalka - 1964: Rękopis znaleziony w Saragossie - 1964: Panienka z okienka - 1961: Bitwa o Kozi Dwór - 1959: Wspólny pokój |